# 青桐灣
69°13′S 39°44′E / 69.217°S 39.733°E
青桐灣是南極洲的海灣，位於毛德皇后地，處於朗霍夫德山西面和雙子山以南，該海灣根據日本探險隊的測量和拍攝的空中照片被繪入地圖。